# Falsk gavial
Falsk gavial (Tomistoma schlegelii) är en reptil i ordningen krokodilartade kräldjur. Den placeras vanligtvis i familjen krokodiler, men det finns även de som placerar den i familjen gavialer, på grund av dess likheter med den familjen. Den falska gavialen lever i Sydostasien.

## Utseende
Arten blir 4–5 meter lång.
Huvudet kännetecknas av en långsträckt nos och i käkarna förekommer 76 till 84 spetsiga tänder. I fångenskap hade de största exemplaren en vikt av 93 till 201 kg. Huden har en mörkbrun till chokladbrun grundfärg och över kroppen är flera svarta fläckar fördelade. Vid svansen kan fläckarna bilda band. Falsk gavial har en krämfärgad till vit undersida. Allmänt är honor kortare och lättare än hanar.

## Utbredning
Arten förekommer med några mindre och från varandra skilda populationer i dessa delar av Malackahalvön som tillhör Malaysia. Dessutom finns några obekräftade berättelser om iakttagelser i thailändska delar av halvön. Liknande observationer är dokumenterade från Vietnam men individerna kan ha varit siamesisk krokodil eller deltakrokodil. På Sumatra förekommer falsk gavial främst öster om öns centrala bergstrakter. Mindre populationer på norra och södra Sumatra är skilda från huvudpopulationen. Artens förekomst på Java är omstridd. Observationerna där kan bero på en sammanblandning med deltakrokodilen. Det finns bekräftade iakttagelser av arten från Brunei och från indonesiska delar av Borneo.
Falsk gavial lever främst i träskmarker i låglandet samt i vattendrag och insjöar med sötvatten.

## Ekologi
Hos arten förekommer antagligen inga avgränsade revir. Flera exemplar levde i fångenskap tillsammans utan att vara aggressiv mot varandra. Födan utgörs av olika små och medelstora djur som ryggradslösa djur, ödlor, ormar, sköldpaddor, fiskar, fåglar, svin, hjortdjur och makaker.
De vuxna individerna har inga naturliga fiender. Äggen och de nykläckta ungarna äts ibland av vildsvin eller av större ödlor. Fortplantningen sker under regntiden och falsk gavial parar sig över flera dagar eller i en vecka med en kopulation per dag. Ungefär en eller två veckor före äggläggningen skapar honan ett näste i formen av en hög. Äggen är med en längd upp till 9,5 cm och en bred upp till 6,2 cm större än äggen från andra krokodiler. Hos falsk gavial förekommer 20 till 60 ägg per tillfälle. Honan bevakar nästet och ungarna kläcks efter 90 till 100 dagar. Individerna blir könsmogna efter ungefär 20 år och honor är vid denna tidpunkt 2,5 till 3 meter långa.
Falsk gavial kan leva 60 till 80 år.

## Status
Falsk gavial hotas främst av habitatförstöring genom torrläggning av träskmarker. I flera regioner där arten tidigare förekommit etablerades oljepalmodlingar. Några individer dör på grund av anlagda eller naturliga skogsbränder. Vildsvinet som blev introducerat på Sumatra äter flera ägg från krokodildjuret. Mellan 1950- och 1970-talet pågick dessutom jakt på arten. Några individer fångas eller ägg samlas för att hålla falsk gavial i inhängningar. Ibland fastnar ett exemplar i fiskenät och dör när det inte släpps fri kort efteråt. Befolkningen på Borneo är angelägen att befria djuret på grund av folktron att ett krokodildjur i fiskenät medför sjukdomar eller mindre fiskelycka.
IUCN listar falsk gavial som sårbar (vulnerable).